# Hulteniella integrifolia
Hulteniella integrifolia là một loài thực vật có hoa trong họ Cúc. Loài này được (Richardson) Tzvelev mô tả khoa học đầu tiên năm 1987.